# Ільке Вілудда
Ільке Вілудда (нім. Ilke Wyludda; 28 березня 1969, Лейпциг, Саксонія, Німецька Демократична Республіка — 1 грудня 2024) — німецька легкоатлетка, що спеціалізувалася на метанні диска, олімпійська чемпіонка 1996 року, призерка чемпіонатів світу, дворазова чемпіонка Європи.
Пішла з життя, маючи 55 років.

## Кар'єра
| Рік                   | Змагання                       | Місто                      | Місце           | Примітки        |                 |
| Представник НДР       | Представник НДР                | Представник НДР            | Представник НДР | Представник НДР | Представник НДР |
| --------------------- | ------------------------------ | -------------------------- | --------------- | --------------- | --------------- |
| 1985                  | Чемпіонат Європи серед юніорів | Котбус, Німеччина          | 1               | 57.38 м         |                 |
| 1986                  | Чемпіонат світу серед юніорів  | Афіни, Греція              | 1               | 64.02 м         |                 |
| 1987                  | Чемпіонат Європи серед юніорів | Бірмінгем, Велика Британія | 1               | 70.58 м         |                 |
| 1987                  | Чемпіонат світу                | Рим, Італія                | 4               | 68.20 м         |                 |
| 1988                  | Чемпіонат світу серед юніорів  | Садбері, Канада            | 2               | 68.24 м         |                 |
| 1990                  | Чемпіонат Європи               | Спліт, Югославія           | 1               | 68.46 м         |                 |
| Представник Німеччина |                                |                            |                 |                 |                 |
| 1991                  | Чемпіонат світу                | Токіо, Японія              | 2               | 69.12 м         |                 |
| 1992                  | Олімпійські ігри               | Барселона, Іспанія         | 9               | 62.16           |                 |
| 1993                  | Чемпіонат світу                | Штутгарт, Німеччина        | 11              | 60.42 м         |                 |
| 1994                  | Чемпіонат Європи               | Гельсінкі, Фінляндія       | 1               | 68.72 м         |                 |
| 1995                  | Чемпіонат світу                | Гетеборг, Швеція           | 2               | 67.20 м         |                 |
| 1996                  | Олімпійські ігри               | Атланта, США               | 1               | 69.66 м         |                 |
| 1998                  | Чемпіонат Європи               | Будапешт, Угорщина         | 6               | 63.46 м         |                 |
| 2000                  | Олімпійські ігри               | Сідней, Австралія          | 7               | 63.16 м         |                 |